# François-René de Chateaubriand

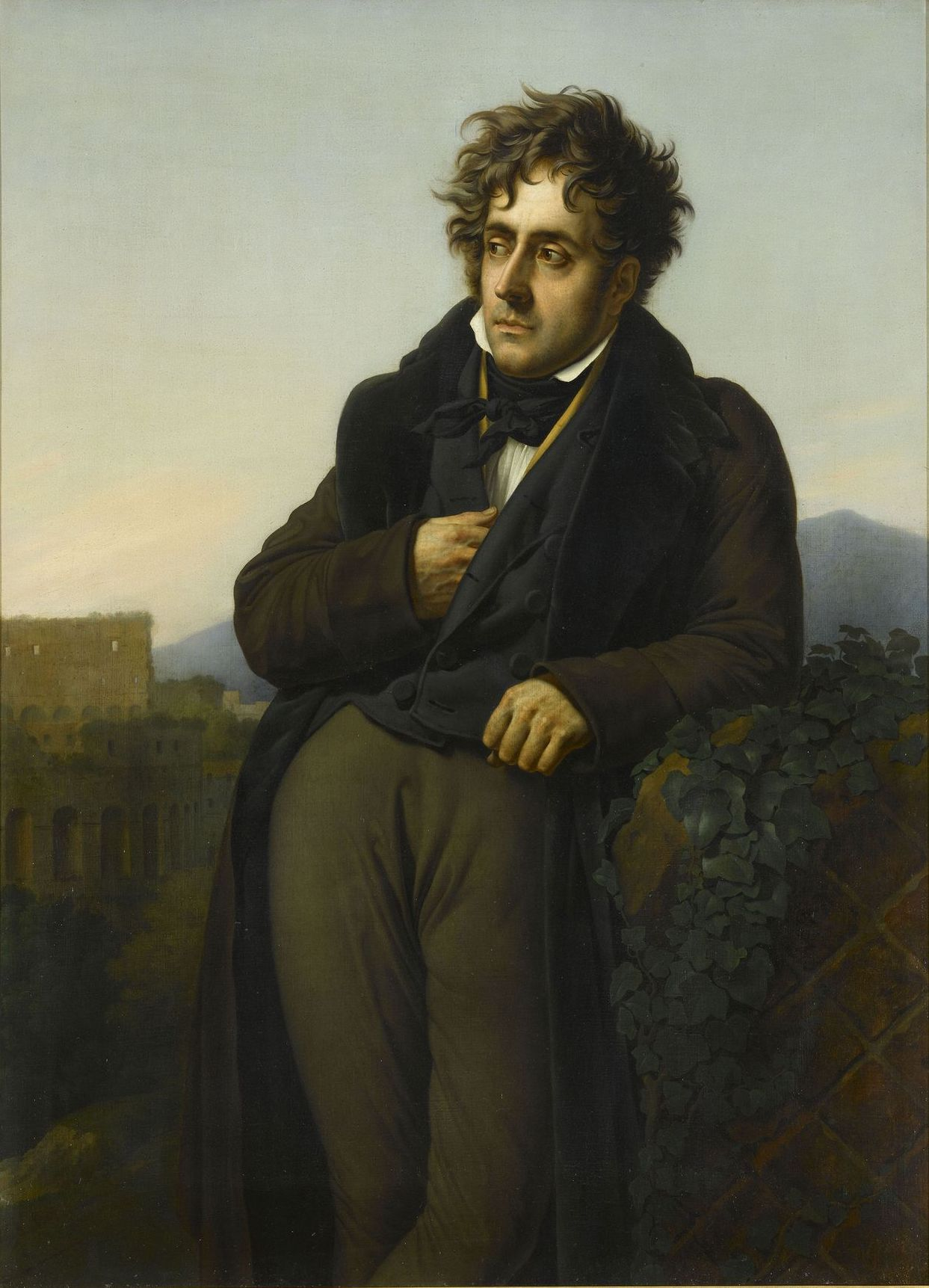
François-René de Chateaubriand, vẽ bởi Anne-Louis Girodet de Roussy-Trioson, đầu thế kỷ 19

François-René, Tử tước của Chateaubriand (4 tháng 9 năm 1768 - 4 tháng 7 năm 1848) là một nhà văn, chính trị gia và nhà ngoại giao người Pháp. Ông được coi là người sáng lập ra trào lưu lãng mạn trong văn học Pháp.

## Cuộc đời

### Đầu đời
Sinh tại Saint-Malo, là con út trong gia đình 10 con, Chateaubriand lớn lên trong thành ở Combourg, Bretagne. Bố ông, René de Chateaubriand (1718-1786), là một cựu thuyền trưởng chuyển sang buôn bán tàu và nô lệ. Mẹ ông là Apolline de Bedée. Cha của Chateaubriand là một người trầm tính và ít nói, do vậy Chateaubriand lớn trong một gia đình cô đơn, ít có bạn bè, ông chỉ có thể làm bạn với con đường dài ở vùng đồng quê Bretagne cùng người chị gái.
Chateaubriand học ở Dol, Rennes và Dinan. Có một quãng thời gian ông không định hướng được nghề nghiệp của mình là muốn trở thành thủy thủ hay một thầy tu, nhưng đến năm 17 tuổi, Chateaubriand quyết định gia nhập quân đội và nhận nhiệm vụ làm trung úy hải quân cho quân đội Pháp ở Navarre. Trong vòng hai năm, ông đã được thăng lên chức thuyền trưởng. Chateaubriand tới thăm Paris năm 1788, nơi mà ông có dịp tiếp xúc với những văn hào hàng đầu của Pháp thời đó như Jean-François de La Harpe, André Chénier, Louis-Marcelin de Fontanes. Khi Cách mạng Pháp bùng nổ, Chateaubriand ban đầu chấp nhận ở lại, nhưng khi tình hình ở Paris trở nên căng thẳng, ông đã du hành tới Bắc Mỹ năm 1791. Kinh nghiệm chuyến đi đã đem lại cho ông tác phẩm Les Natchez (viết từ giai đoạn 1793 và 1799, xuất bản năm 1826), Atala (1801) và René (1802). Lối miêu tả thiên nhiên sáng sủa và lôi cuốn về vùng đất phía nam Hoa Kỳ của ông là một cách viết tân thời khi đó và là tiền đề cho sự phát triển của phong trào lãng mạn ở Pháp. Sau đó các nhà học giả nghi ngờ tuyên bố của Chateaubriand rằng ông đã được quyền phỏng vấn George Washington.
Chateaubriand trở lại Pháp năm 1792 và gia nhập quân đội Hoàng gia émigrés tại Coblenz dưới sự lãnh đạo của Louis Joseph de Bourbon, Hoàng tử của Condé. Dưới sức ép gia đình, ông chấp nhận kết hôn với một phụ nữ quý tộc ở Saint Malo tên là Céleste Buisson de la Vigne, người mà trước đó Chateaubriand chưa bao giờ gặp, sau này Chateaubriand không tin tưởng vào vợ và gặp nhiều vấn đề trong tình cảm, tuy vậy thì cặp đôi này lại không bao giờ ly hôn. Sự nghiệp quân sự của Chateaubriand chấm dứt không ông bị thương trong trận Thionville, một trận chiến lớn giữa lực lượng Hoàng gia và Quân đội Cách mạng Pháp. Chateaubriand được đưa tới Jersey và bị đầy tới Anh, bỏ lại người vợ phía sau.
Chateaubriand phải trải qua một cuộc sống vô cùng đói khổ ở London, ông phải sống qua ngày bằng việc đi xin dạy tiếng Pháp và dịch thuật. Tuy vậy thì trong thời gian ở Suffolk, ông yêu một phụ nữ trẻ người Anh, Charlotte Ives, nhưng cuộc tình lãng mãn không kéo được lâu khi Chateaubriand bị ép phải thừa nhận đã kết hôn. Trong thời gian ở Anh, Chateaubriand trở nên hiểu biết nhiều hơn về văn học Anh. Tác phẩm Paradise Lost của John Milton (mà sau này ông dịch sang tiếng Pháp) đã có ảnh hưởng to lớn tới văn học của Chateaubriand.
Cuộc lưu đày đã buộc Chateaubriand tìm hiểu về nguyên nhân của Cách mạng Pháp, một cuộc cách mạng đã làm hy sinh mạng sống của nhiều thành viên trong gia đình ông; điều này là nguồn cảm hứng cho tác phẩm Essai sur les Révolutions (1797). Bước chuyển lớn trong cuộc đời Chateaubriand là ông đã lấy lại niềm tin vào Giáo hội Công giáo vào năm 1798.

### Chức lãnh sự và đế quốc
Chateaubriand tận dụng lệnh ân xá để trở lại Pháp tháng 5 năm 1800, ông biên tập tạp chí Mercure de France. Năm 1802, ông giành được danh tiếng với tác phẩm Génie du christianisme, một sự tạ lỗi cho niềm tin Thiên chúa đã đóng góp cho sự phục sinh tín ngưỡng thời hậu cách mạng. Tác phẩm cũng nhận được cảm tình của Napoléon Bonaparte, người đang rất muốn chiến thắng giáo hội vào thời điểm đó.
Chateaubriand được Napoléon bổ nhiệm chức công sứ tòa thánh, ông được chỉ định đi cùng Joseph Fesch tới Roma. Nhưng hai người nhanh chóng bất đồng và Chateaubriand sau đó được bổ nhiệm làm công sứ ở Valais (Thụy Sĩ). Ông quyết định từ chức do phấn nỗ sau khi Napoléon yêu cầu xử tử Công tước của Enghien năm 1804. Chateaubriand phải chấp nhận cuộc sống mưu sinh bằng văn chương. Ông lên kế hoạch viết một bản sử thi bằng văn xuôi, Les Martyrs, trong thời kỳ xảy ra sự ngược đãi tín đồ cơ đốc ở Rome. Năm 1806, Chateaubriand thăm Hy Lạp, Tiểu Á, Palestine, Ai Cập và Tây Ban Nha để nghiên cứu cho cuốn sách. Những ghi chép của ông trong những chuyến đi sau đó được hợp thành tác phẩm Itinéraire de Paris à Jérusalem (Itinerary from Paris to Jerusalem), xuất bản năm 1811. Chuyến đi tới Tây Ban Nha lại là nguồn cảm hứng cho tiểu thuyết ngắn Les aventures du dernier Abencérage, xuất hiện năm 1826. Khi trở về Pháp Chateaubriand cho xuất bản những bài chỉ trích gay gắt về Napoléon, so sánh ông với Nero và tiên đoán sự nổi lên của một Tacitus mới. Hoàng đế Napoléon cuối cùng đã trục xuất Chateaubriand khỏi Paris.
Chateaubriand quyết định tới sống ở Châtenay-Malabry, cách trung tâm Paris 11 km (7 dặm) về phía nam. Tại đây, ông đã hoàn thành cuốn Les Martyrs, ra mắt năm 1809 và bắt đầu viết các bản thảo hồi ký. Ông được bổ nhiệm vào viện Hàn lâm Pháp năm 1811. Tuy nhiên, do bài phát biểu chỉ trích cuộc cách mạng Pháp nên Chateaubriand không thể giữ được chức cho đến sự phục hoàng của nhà Bourbon. Các bạn thân văn chương thời này có Madame de Staël, Joseph Joubert và Pierre-Simon Ballanche.

### Dưới thời Bourbon phục hoàng
Sau sự sụp đổ của Đệ nhất đế chế, Chateaubriand tập hợp với nhà Bourbon. Vào ngày 30 tháng 3 năm 1814, ông viết một cuốn sách chỉ trích Napoléon, với tiêu đề De Buonaparte et des Bourbons, trong đó hàng nghìn bản copy đã được xuất bản. Sau đó Chateaubriand theo Louis XVIII trong chuyến lưu đày tới Ghent trong thời gian Vương triều 100 ngày (tháng 3- tháng 7 năm 1815) và được đề cử làm đại sứ tới Thụy Điển.
Sau thất bại của Pháp, Chateaubriand, người tuyên bố cảm thấy kinh hoàng trước việc xử tử công tước d'Enghien, đã bỏ phiếu đồng ý việc xử tử Marshall Ney tại nhà nghị viện tháng 12 năm 1815.

### Quân chủ tháng Bảy
Năm 1830, sau Cách mạng tháng Bảy, Chateaubriand từ chối thề trung thành với Louis-Philippe I, vị vua mới của nhà Bourbon-Orléans. Kết thúc sự nghiệp chính trị, Chateaubriand viết cuốn Mémoires d'outre-tombe (xuất bản 1848–1850 sau khi mất).

## Tác phẩm
- Essai sur les révolutions (1797)
- Atala (1801) tiểu thuyết
- René (1802) tiểu thuyết

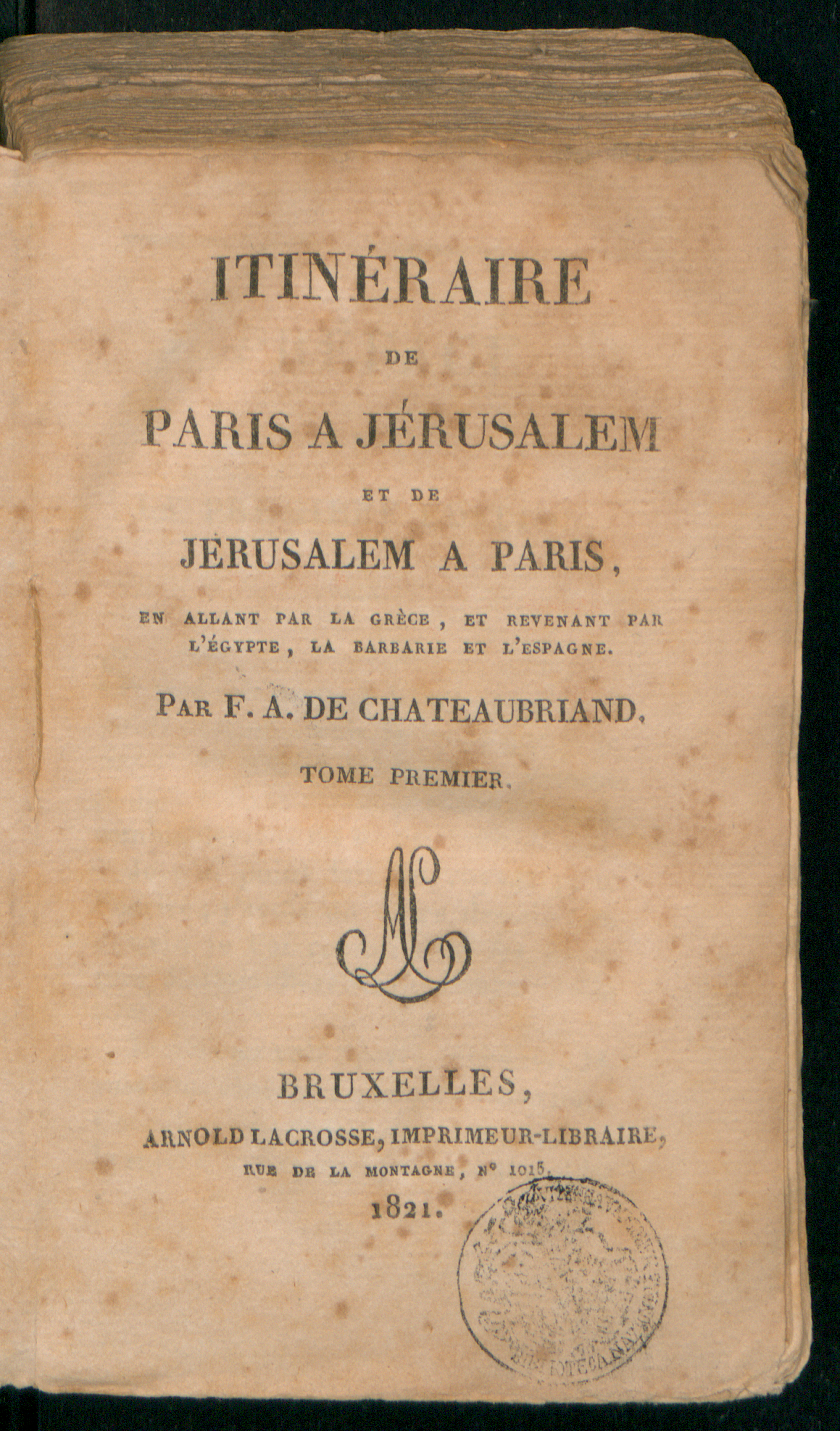
Itinéraire de Paris à Jérusalem et de Jérusalem à Paris, 1821

- Génie du christianisme (Tinh thần Thiên Chúa giáo) (1802)
- Les Martyrs (1809)
- Itinéraire de Paris à Jérusalem (1811)
- Mémoires sur la vie et la mort du duc de Berry (1820)
- Les Natchez (1826)
- Les Aventures du dernier Abencérage (1826)
- Voyage en Amérique (1827)
- Études historiques (1831)
- La Vie de Rancé (1844)
- Mémoires d'Outre-Tombe (Hồi ức từ bên kia thế giới) (1848–1850)